# Flutamide
Flutamide è un farmaco orale antiandrogeno non steroideo utilizzato principalmente per trattare il cancro alla prostata. Si contrappone con il testosterone e dal suo potente metabolita, il diidrotestosterone (DHT). 
Flutamide è stato ampiamente sostituito da un farmaco più recente appartenente a questa classe, il bicalutamide, a causa di un migliore profilo per quanto riguardano gli effetti collaterali. Flutamide può anche essere usato per trattare livelli di androgeni troppo elevati nelle donne. 
È commercializzato da Schering-Plough con il marchio Eulexin. È conosciuto anche come Flutamin.